# Котнирево
Ко́тнирево (рос. Котнырево) — присілок в Глазовському районі Удмуртії, Росія.

## Населення
Населення — 9 осіб (2010; 16 в 2002).
Національний склад станом на 2002 рік:
- удмурти — 100 %

## Урбаноніми[3]
- вулиці — Соснова, Центральна
- провулки — Джерельний